# Michela Cambiaghi
Michela Cambiaghi, född den 4 februari 1996 i Vimercate, är en italiensk fotbollsspelare.

## Karriär
Michela Cambiaghi inledde sin seniorkarriär i ASD Fiammamonza 2012. Hon har även spelat i bland annat Atalanta, Como och Parma innan hon 2023 värvades av Inter Milan. 2025 kontrakterades hon av Juventus FC. Hon har även representerat det italienska damlandslaget där hon debuterade år 2023.